# Theridion schrammeli
Theridion schrammeli là một loài nhện trong họ Theridiidae.
Loài này thuộc chi Theridion. Theridion schrammeli được Herbert Walter Levi miêu tả năm 1963.